# Sumpugglefly
Sumpugglefly, Xylomoia graminea är en fjärilsart som beskrevs av Ludwig Carl Friedrich Graeser 1889. Sumpugglefly ingår i släktet Xylomoia och familjen nattflyn, Noctuidae. Arten förekommer tillfälligt i Både Sverige och Finland, men det är oklart om den reproducerar sig. Arten noterades första gången i Sverige, på Gotland, 2021 och har sedan dess även noterats i Skåne. v I Finland har arten påträffats en gång. Inga underarter finns listade i Catalogue of Life.